# Aire d'attraction de Saint-Laurent-Nouan
L'aire d'attraction de Saint-Laurent-Nouan est un zonage d'étude défini par l'Insee pour caractériser l’influence de la commune de Saint-Laurent-Nouan sur les communes environnantes.

## Définition
L'aire d'attraction d'une ville est composée d’un pôle, défini à partir de critères de population et d’emploi ainsi que d’une couronne constituée des communes dont au moins 15 % des actifs travaillent dans le pôle. Le pôle d’attraction constitue ainsi un point de convergence des déplacements domicile-travail,.

## Type et composition
L’aire d'attraction de Saint-Laurent-Nouan est une aire intra-départementale qui ne comporte qu'une commune en Loir-et-Cher. 
Elle est catégorisée dans les aires de moins de 50 000 habitants, une catégorie qui regroupe 12,2 % au niveau national.

### Carte

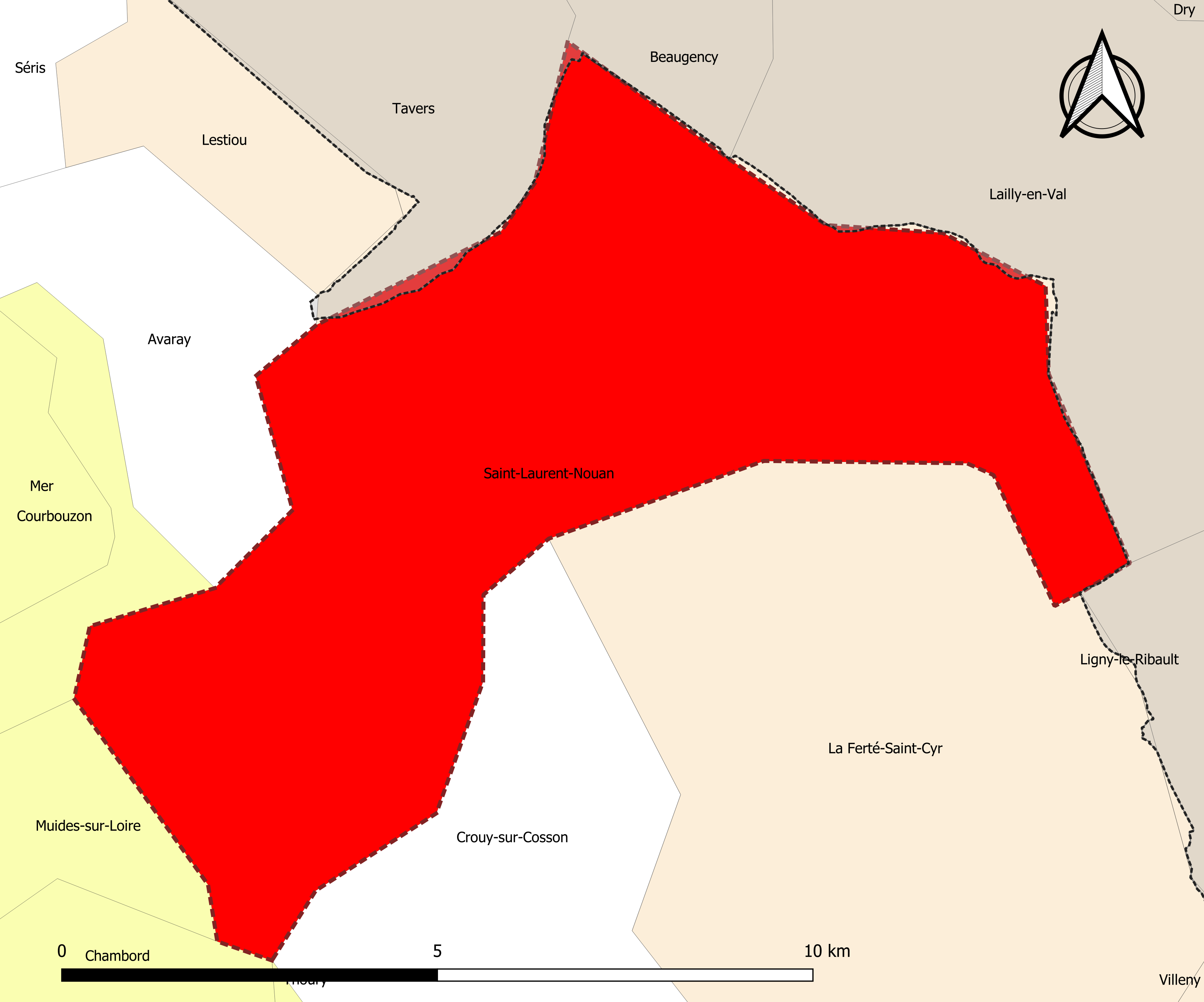
Carte de l'aire d'attraction de Saint-Laurent-Nouan.
Commune-centre

### Composition communale
| Nom                                  | Code Insee | Département  | Statut         | Superficie (km2) | Population (dernière pop. légale) | Densité (hab./km2) | Modifier                                    |
| ------------------------------------ | ---------- | ------------ | -------------- | ---------------- | --------------------------------- | ------------------ | ------------------------------------------- |
| Saint-Laurent-Nouan (commune-centre) | 41220      | Loir-et-Cher | commune-centre | 60,98            | 4 249 (2022)                      | 70                 | modifier les données · modifier les données |